# Antonio Garamendi Lekanda
Antonio Garamendi Lekanda (Getxo, 8 de febrer de 1958) és un empresari basc, president de la Confederació Espanyola d'Organitzacions Empresarials (CEOE).

## Trajectòria
Fill d'una família de llarga tradició empresarial. El seu pare, Rafael Garamendi Aldecoa, va ser president de la naviliera Marítima del Nervión i conseller en indústries com Tubos Reunidos i Aldecoa. El seu avi i besavi, tots dos arquitectes, van construir les llars dels nous industrials biscaïns, tant a Bilbao com a Getxo.
Llicenciat en Dret per la Universitat de Deusto, des de molt jove es va dedicar al món de l'empresa i es va centrar en tres àmbits: negoci familiar, projectes impulsats per ell mateix (petites i mitjanes empreses) i presència en diversos consells d'administració i consells assessors de grans empreses (Red Eléctrica de España, Bankoa, La Equitativa, Babcock & Wilcox, Albura i Tubos Reunidos). Va ser també president de Handyman i del Grupo Negocios. La seva activitat empresarial privada se centra en els sectors del metall, construcció, immobiliari, assegurances i hostaleria, mitjançant la participació com a accionista o conseller en diferents empreses.
Amb tot, la seva major notorietat li va arribar de l'àmbit de les organitzacions empresarials. Va començar amb la fundació de l'Associació de Joves Empresaris del País Basc, de la qual va saltar a la presidència de la Confederació Espanyola de Joves Empresaris (CEAJE), posteriorment a la de la Confederació Iberoamericana de Joves Empresaris, i finalment va assumir la presidència de la Confederació Espanyola de la Petita i Mitjana Empresa (CEPYME). Va ser membre de la Junta directiva de la Confederació Empresarial de Biscaia, de la Comissió Executiva del Metall de Biscaia, de la Cambra de Comerç de Biscaia i vocal de la Cambra de la Propietat de Biscaia. Dins de la CEOE, ha exercit diversos llocs d'importància, com ara la tresoreria i la presidència de la federació del metall (Confemetal).

### President de la CEOE
El 20 de novembre de 2018 va ser elegit president de la Confederació Espanyola d'Organitzacions Empresarials, en substitució de Joan Rosell que l'havia vençut el 2014. Un cop finalitzat el mandat, el 23 de novembre de 2022 va ser renovat en el càrrec després de guanyar les eleccions amb el 83% dels sufragis (534 vots) davant del 13,5% (87 vots) obtingut per Virginia Guinda, la vicepresidenta de Foment del Treball Nacional.

## Premis
- Premi Tintero (2020), atorgat per l'Associació de Periodistes d'Informació Econòmica (APIE)[7]

## Distincions i condecoracions
- Gran Creu de l'Orde del Mèrit Militar (15 de juny de 2021).